# Grady County (Georgia)
Das Grady County ist ein County im Bundesstaat Georgia der Vereinigten Staaten. Der Verwaltungssitz (County Seat) ist Cairo, benannt nach der ägyptischen Stadt Kairo oder nach der Stadt Cairo in Illinois.

## Geographie
Das County liegt im Süden von Georgia an der Nordgrenze zu Florida und hat eine Fläche von 1192 Quadratkilometern, wovon sechs Quadratkilometer Wasserfläche sind, und grenzt im Uhrzeigersinn an folgende Countys: Thomas County, Decatur County und Mitchell County.

## Geschichte
Grady County wurde am 17. August 1905 aus Teilen des Decatur County und des Thomas County gebildet. Benannt wurde es nach Henry W. Grady, einem einflussreichen Journalisten der Zeitung Atlanta Constitution. Er kreierte das Reform-Schlagwort vom New South.

## Demografische Daten
Laut der Volkszählung von 2010 verteilten sich die damaligen 25.011 Einwohner auf 9.418 bewohnte Haushalte, was einen Schnitt von 2,63 Personen pro Haushalt ergibt. Insgesamt bestehen 10.760 Haushalte.
71,5 % der Haushalte waren Familienhaushalte (bestehend aus verheirateten Paaren mit oder ohne Nachkommen bzw. einem Elternteil mit Nachkomme) mit einer durchschnittlichen Größe von 3,10 Personen. In 35,9 % aller Haushalte lebten Kinder unter 18 Jahren sowie in 27,8 % aller Haushalte Personen mit mindestens 65 Jahren.
28,1 % der Bevölkerung waren jünger als 20 Jahre, 24,9 % waren 20 bis 39 Jahre alt, 27,0 % waren 40 bis 59 Jahre alt und 20,0 % waren mindestens 60 Jahre alt. Das mittlere Alter betrug 38 Jahre. 48,4 % der Bevölkerung waren männlich und 51,6 % weiblich.
62,8 % der Bevölkerung bezeichneten sich als Weiße, 28,7 % als Afroamerikaner, 0,7 % als Indianer und 0,4 % als Asian Americans. 5,8 % gaben die Angehörigkeit zu einer anderen Ethnie und 1,6 % zu mehreren Ethnien an. 10,0 % der Bevölkerung bestand aus Hispanics oder Latinos.
Das durchschnittliche Jahreseinkommen pro Haushalt lag bei 31.653 USD, dabei lebten 31,1 % der Bevölkerung unter der Armutsgrenze.

## Kultur und Sehenswürdigkeiten

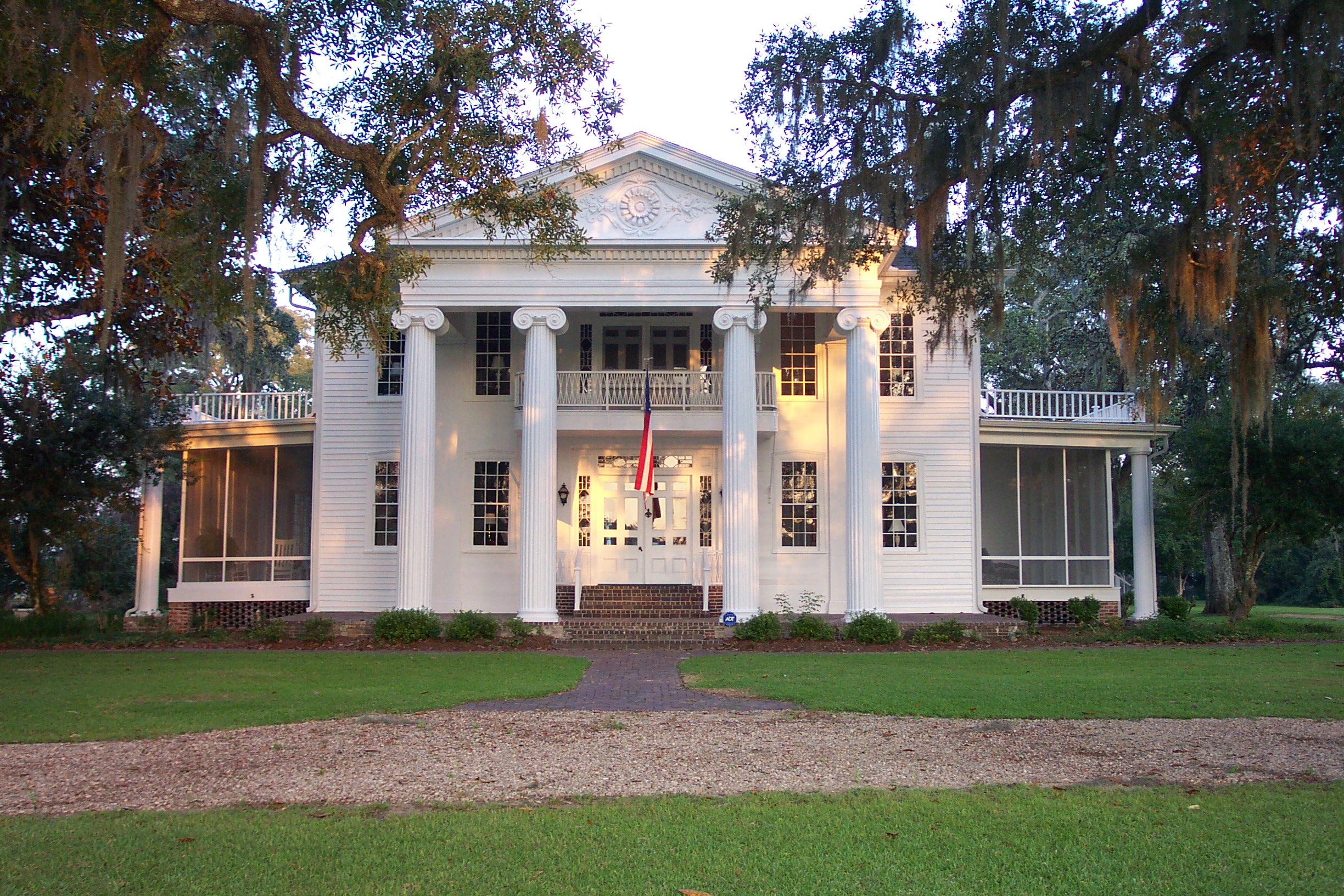
Susina Plantation (2008). Dieses Herrenhaus einer Plantage trug ursprünglich den Namen Cedar Grove. Das Anwesen wurde um 1841 im Stile des Greek Revival („Griechisches Wiederaufleben“) errichtet. Es wurde im August 1970 als erstes Objekt im County in das NRHP eingetragen.

Neun Bauwerke, Stätten und Historic Districts („historische Bezirke“) im Grady County sind im National Register of Historic Places („Nationales Verzeichnis historischer Orte“; NRHP) eingetragen (Stand 7. Januar 2024).

## Orte im Grady County
Orte im Grady County mit Einwohnerzahlen der Volkszählung von 2010:
Cities:
- Cairo (County Seat) – 9607 Einwohner
- Whigham – 471 Einwohner

Census-designated place:
- Calvary – 161 Einwohner

Unincorporated communities:
- Beachton
- Pine Park
- Reno
- Roddenberry
- Spence